# Petrus Olavi
Prästen med samma namn på 1300-talet, se Petrus av Skänninge
Petrus Olavi, född i Västerlösa socken, död 1632 i Björkebergs socken, var en svensk kyrkoherde i Björkebergs församling.

## Biografi
Petrus Olavi föddes på Dömestad i Västerlösa socken. Han var son till bonden därstädes. Olavi prästvigdes 8 juni 1611 till komminister i Västerlösa församling, Västerlösa pastorat och blev 1618 kyrkoherde i Björkebergs församling, Björkebergs pastorat. Han avled 1632 i Björkebergs socken.